# Mycetophila luispenai
Mycetophila luispenai är en tvåvingeart som beskrevs av Duret 1980. Mycetophila luispenai ingår i släktet Mycetophila och familjen svampmyggor. Inga underarter finns listade i Catalogue of Life.